# Rinus Peijnenburg
Marinus Wilhelmus Johanna Maria (Rinus) Peijnenburg (Geldrop, 29 januari 1928 – Rotterdam, 1 april 1979) was een Nederlands politicus.
Peijnenburg was een econoom van katholieken huize. Hij kwam in 1966 als vertegenwoordiger van de katholieke werkgeversorganisatie in de KVP-Tweede Kamerfractie en werd daarvan een van de financieel-economische specialisten. Hij was in 1977 als financieel adviseur van Dries van Agt betrokken bij de kabinetsformatie. Hij werd door deze ook opgenomen in het kabinet als minister voor Wetenschapsbeleid om in het kabinet een soortgelijke rol te kunnen vervullen, maar in de praktijk kwam daar weinig van. Peijnenburg overleed in 1979 op relatief jonge leeftijd aan de gevolgen van een hartaanval.
In gesprek met Coen Verbraak in het televisieprogramma Kijken in de ziel van de NTR vertelde Van Agt dat hij bijles kreeg op gebied van economie door Peijnenburg, terwijl hij al premier was van het kabinet-Van Agt I.

## Familie
Rinus Peijnenburg was een neef van Gerard Peijnenburg, staatssecretaris en ook lid van de KVP.
Hij was de kleinzoon van Harry Peijnenburg, de oprichter van Koninklijke Peijnenburg B.V.
- Biografisch Portaal: 66910436
- Parlement.com: vg09ll4ipnzu